# Liste de trolleybus en France
Cet article contient la liste des réseaux de trolleybus en France.

## Réseaux actuellement en exploitation[1]
| Réseau        | Longueur (km) | Nombre de lignes | Date d'ouverture | Exploitant               | Matériel roulant (actuel)                                                  | Commentaires |
| ------------- | ------------- | ---------------- | ---------------- | ------------------------ | -------------------------------------------------------------------------- | --- |
| Limoges       | 32,5          | 5                | 1943             | STCL                     | Irisbus Cristalis ETB 12 Hess Swisstrolley 4 Iveco Bus Crealis IMC         | Lignes 1, 2, 4, 5, 6 34 rames                                                                                        |
| Lyon          | 61,3          | 9                | 1936             | Keolis Lyon (réseau TCL) | Irisbus Cristalis ETB 12 et ETB 18 Hess Lightram 19 MAN/Hess/Kiepe NMT 222 | 8 lignes de bus principales exploitées en trolleybus : 1 ligne de bus spécifique exploitée en trolleybus : 131 rames |
| Saint-Étienne | 16,5          | 2                | 1942             | STAS                     | Solaris Trollino 12                                                        | 2 lignes principales exploitées en trolleybus : M3 M7 22 rames                                                       |
| Nancy         | 11,3          | 1                | 2025             | STAN                     | Hess LighTram 25 DC                                                        | 1 ligne Mise en service au printemps 2025 de 25 véhicules                                                            |

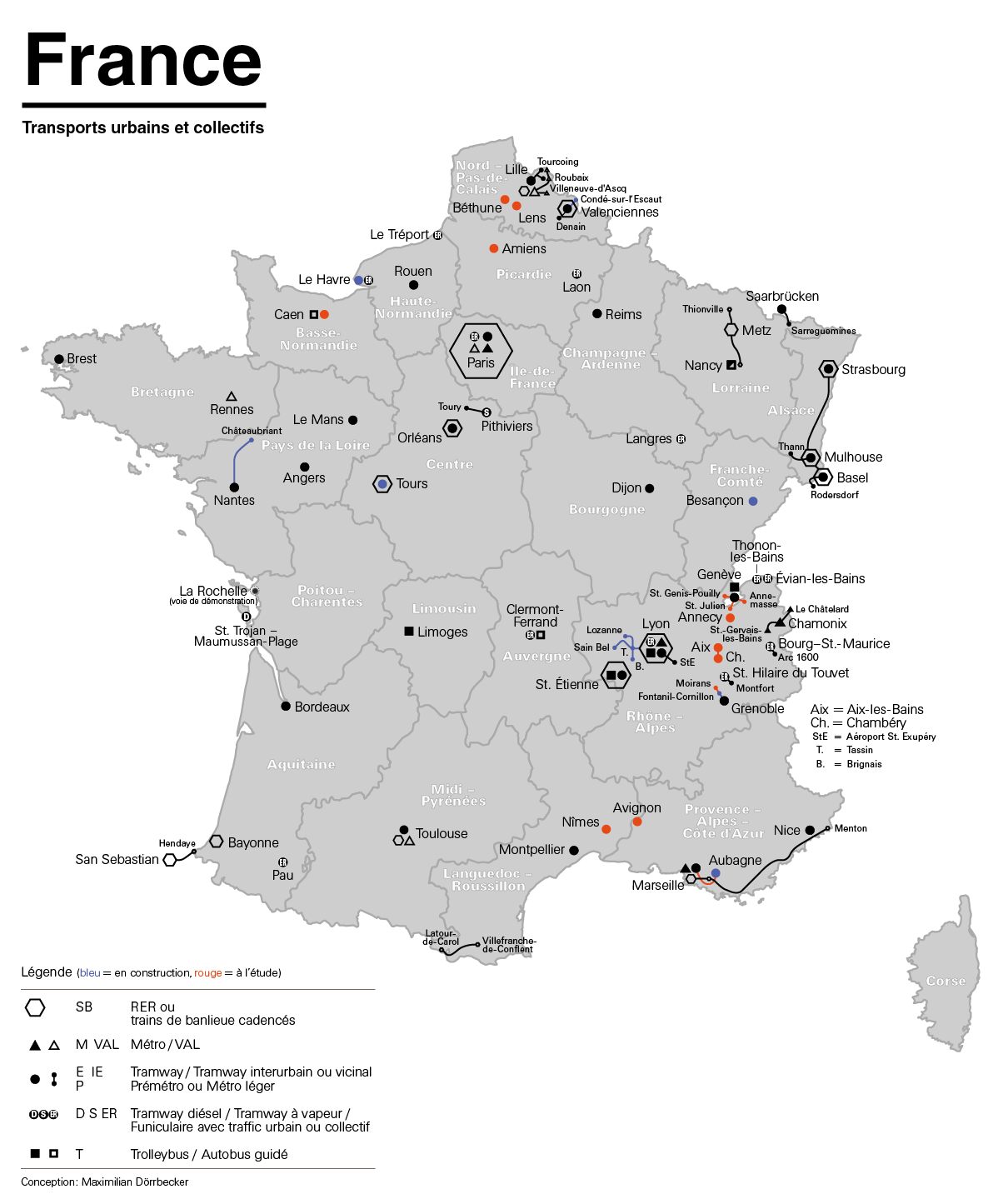
Carte des réseaux de métro, tramway et trolleybus en France en 2006 (en activité, en construction et en projet).

## Réseaux éphémères du début duXXesiècle[7]
- Fontainebleau-Samois (1901-1913)
- Charbonnières-les-Bains, près de Lyon (1905-1907)
- Marseille (1902-1908)
- Montauban (1903-1904)
- Mulhouse (1908-1918)
- Paris (1900)
- Saint-Malo (1906-1907)

## Réseaux urbains disparus
- Amiens (1946-1963)
- Belfort (1952-1972)
- Brest (1947-1970)
- Bordeaux (1940-1954)
- Dijon (1950-1966)
- Forbach (1950-1970)
- Grenoble (1947-1999)
- Le Havre (1947-1970)
- Le Mans (1947-1969)

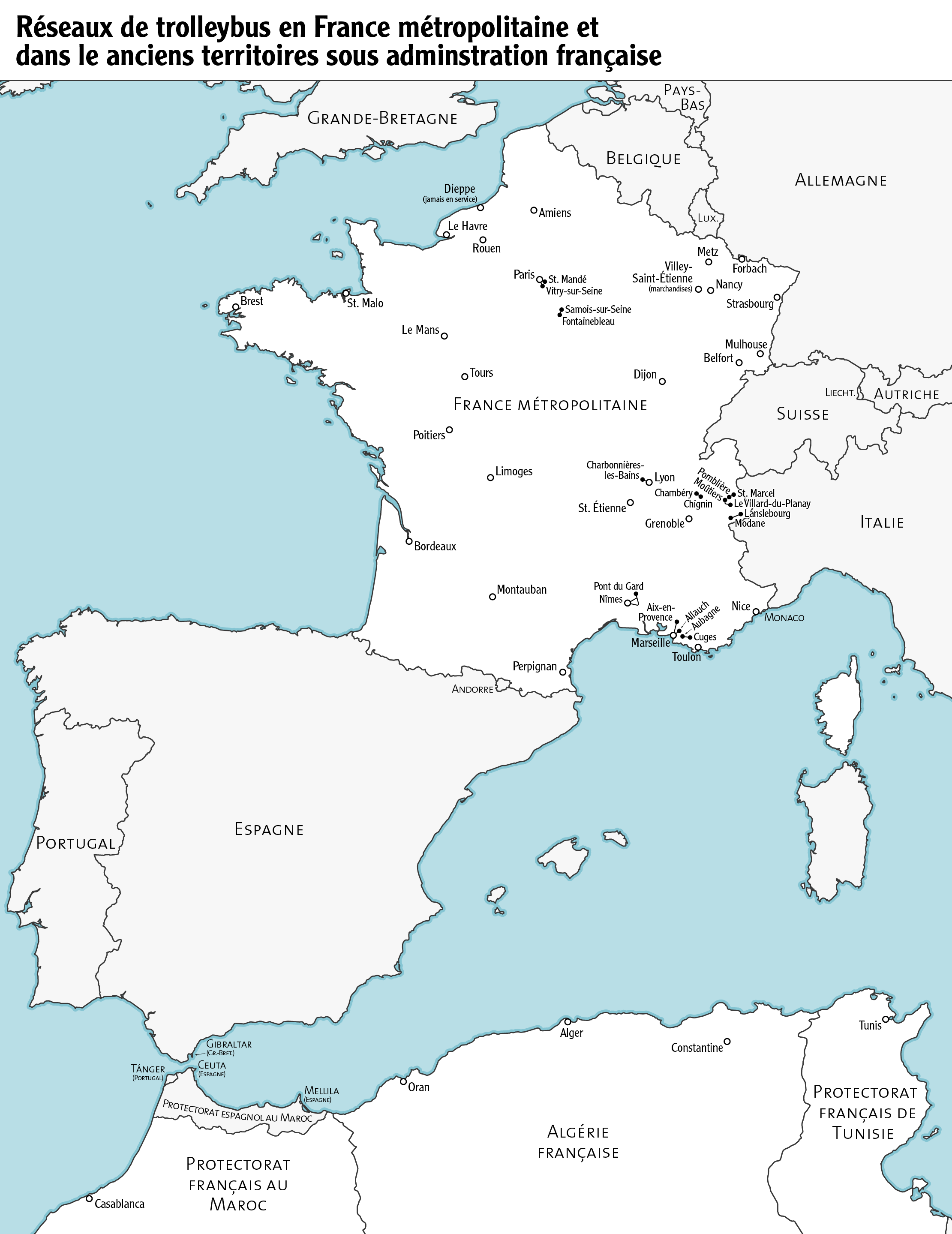
Carte des réseaux de trolleybus en France métropolitaine et dans les anciens territoires sous administration française (avant 1956).

- Marseille (1927-1965 (réseau départemental) et de 1942-2004 (réseau municipal))
- Mulhouse (1946-1968)
- Metz (1947-1966)
- Nice (1942-1970)
- Paris (1925-1935 puis 1943-1966)
- Perpignan (1952-1968)
- Poitiers (1943-1965)
- Rouen (1933-1970)
- Saint-Malo (1948-1959)
- Strasbourg (1939-1962)
- Toulon (1949-1973)
- Tours (1949-1968)

## Réseaux départementaux disparus
- Bouches-du-Rhône :
  - ligne Marseille - Aix-en-Provence (1948-1965)
  - ligne Aubagne - Gémenos - Cuges-les-Pins (1927-1958)
- Gard : lignes voyageurs et marchandises Nîmes - Pont-du-Gard et Nîmes - Comps (1924-1927)
- Savoie :
  - ligne voyageurs et marchandises Modane - Lanslebourg (1923-1940)
  - ligne Chambéry - Chignin (1930-1955)
  - ligne voyageurs et marchandises Moûtiers - Villard-du-Planay (1930-1965)